# Daniel Gélin
Pour les articles homonymes, voir Gélin.
Daniel Gélin est un comédien français, né le 19 mai 1921 à Angers et mort le 29 novembre 2002 à Paris.
Il devient, à la fin des années 1940, une vedette du cinéma français, et tient alors des rôles de jeune premier, romantique, dramatique ou fantaisiste. Sa carrière au cinéma est plus discrète avec la Nouvelle Vague, mais il connaît à partir de 1965 un regain de popularité grâce à la série télévisée Les Saintes Chéries, avec Micheline Presle, puis à partir des années 1970 un regain de succès au cinéma avec de mémorables seconds rôles.

## Biographie

### Jeunesse
Daniel Gélin est le fils d'Alfred Gélin, employé aux écritures dans l'usine Bessonneau, fabrique de cordage et toile de chanvre d'Angers, et d'Yvonne Le Méner, ouvrière dans la même usine, d'origine bretonne. Il a une sœur, Monique (1923-1975). Son père est nommé sous-directeur d'une usine à Saint-Malo en 1931 où il est scolarisé au Lycée Institution Saint-Malo La Providence.
Mais Daniel est un élève indiscipliné. Son père lui trouve une place d'ouvrier dans une conserverie de morues de Saint-Malo, puis d'aide-magasinier dans un atelier de cordages.

### Carrière

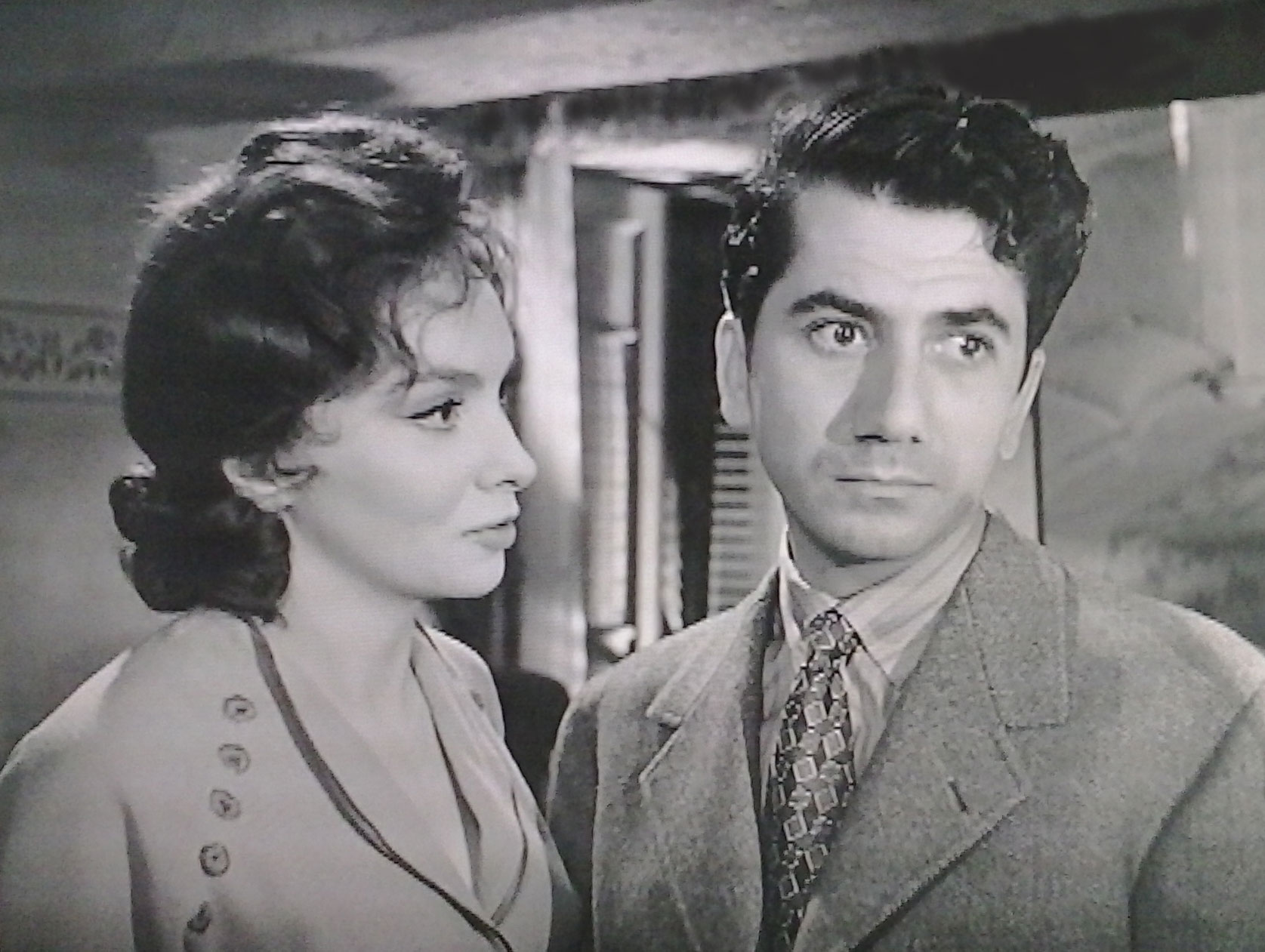
Daniel Gélin dans La Belle Romaine avec Gina Lollobrigida.

Encore mineur, rêvant de théâtre et de comédie, Daniel Gélin part à Paris, où il suit les cours d'art dramatique de René Simon avec un penchant pour la comédie. René Simon lui suggère de se tourner vers des rôles dramatiques, conseil qu'il suit avec succès.
Il entre ensuite au Conservatoire national supérieur d'art dramatique et il y rencontre Louis Jouvet. Il suit les cours de Béatrix Dussane. Il côtoie Maria Casarès, Françoise Christophe, Sophie Desmarets, Christine Gouze, Gilbert Trigano (alors apprenti acteur) et Jacques Charon. Il commence une carrière au théâtre et fait sa première apparition à l'écran en 1940.
Il permet à Louis de Funès, ancien camarade du cours Simon, d'obtenir ses premiers rôles au cinéma (avec La Tentation de Barbizon de Jean Stelli en 1945),. Le considérant comme celui qui avait lancé sa carrière, Louis de Funès le surnomme par la suite « Ma chance ».
Rendez-vous de juillet, puis Édouard et Caroline, réalisés par Jacques Becker, permettent à Daniel Gélin d'accéder au vedettariat. Dans les années 1950, il est l'un des jeunes premiers les plus en vogue du cinéma français, grâce à son jeu moderne et à son physique ténébreux. Il tourne énormément et tombe dans l'héroïne et l'alcool. La Nouvelle Vague lui vaut une période de « traversée du désert ». Il se consacre alors un temps au théâtre, ainsi qu’à la télévision avec le très populaire feuilleton Les Saintes Chéries, il participe à quelques films (Paris brûle-t-il ?, La Ligne de démarcation) avant de renouer vraiment avec le cinéma dans les années 1970-80. Loin de son emploi de l'immédiat après-guerre, il devient un acteur de second rôle, très familier du public, jouant avec grande intelligence des personnages fins et blasés (le père et mari dans Le Souffle au cœur), voire cyniques, comme le médecin dans La vie est un long fleuve tranquille, ou simplement bougons.
En comédien passionné de poésie, Daniel Gélin rédige plusieurs recueils de poèmes : Fatras (1950), Dérives (1965), L'Orage enseveli (1981), Le sang de mes songes (1996, prix de Poésie 1996 de la Sacem), Passeports délayés (parution posthume en 2005) ainsi que deux anthologies de choix poétiques, Poèmes à dire (éditions Seghers, 1968, préface chaleureuse de Jean Vilar), Cent poètes côté jardin (Éditions du Cherche-Midi, 1990).
Il est également membre du comité d'honneur de la Maison internationale des poètes et des écrivains de Saint-Malo.

### Mort

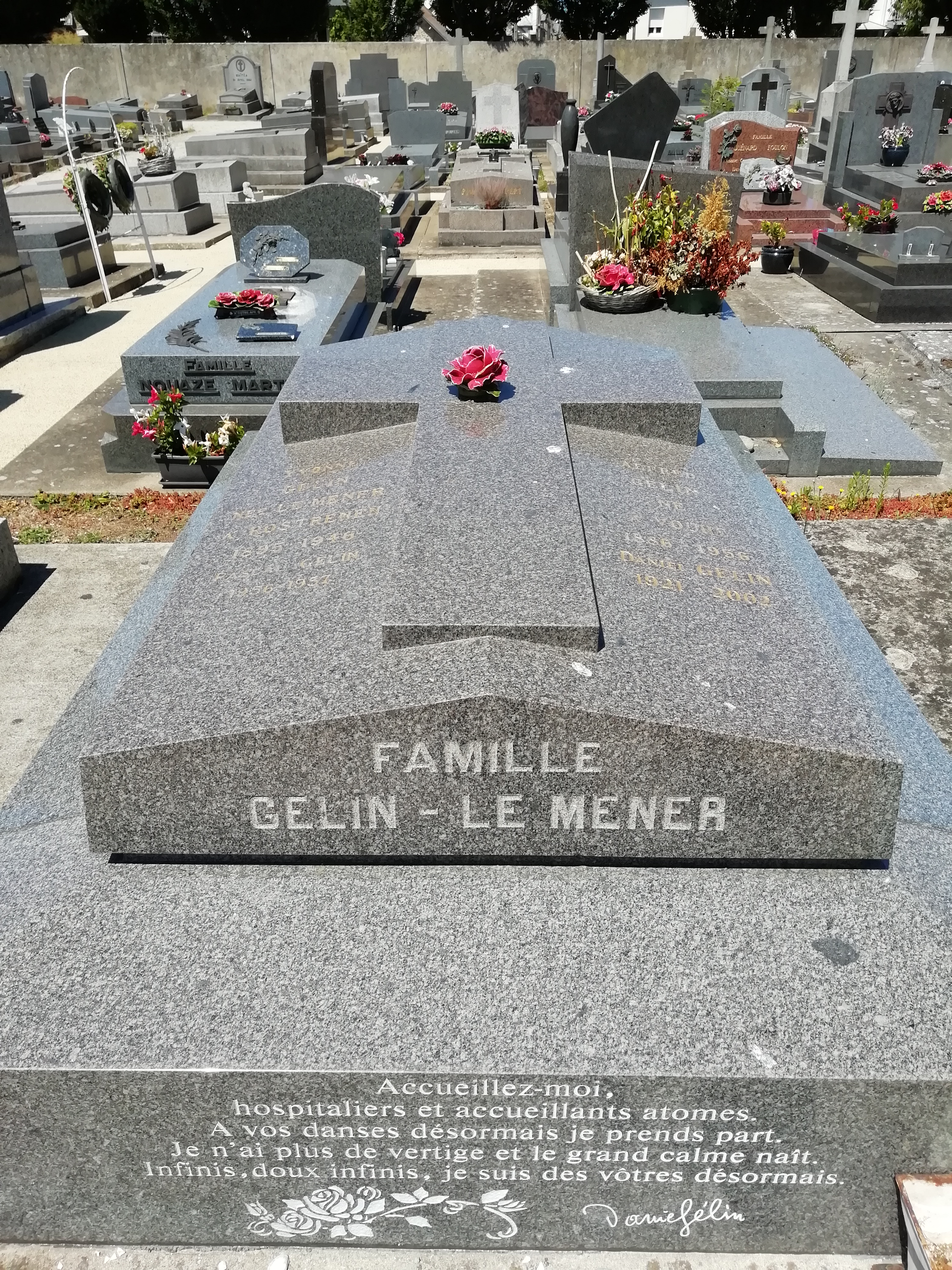
Tombe de Daniel Gélin au cimetière de Rocabey (division 15) à Saint-Malo.

Le 29 novembre 2002, il succombe à une insuffisance rénale. Il repose au sein du caveau familial au cimetière de Rocabey à Saint-Malo (Ille-et-Vilaine).

### Vie privée
Pendant la Seconde Guerre mondiale, il a une liaison de plusieurs mois avec Simone Signoret, avant que cette dernière se lie avec un compagnon de plus de vingt ans son aîné, Marcel Duhamel.
Il se lie d'une forte amitié avec Marlon Brando, lequel tournera plus tard avec sa fille.
Le 25 mai 1946, il épouse Danièle Delorme dont il a un fils, Xavier Gélin (1946-1999).
En 1952, il a, avec le mannequin Marie-Christine Schneider, une relation dont naît la future actrice Maria Schneider (1952-2011). Il ne reconnaîtra jamais cette enfant adultérine, qu'il ne revoit que seize ans plus tard.
Divorcé de Danièle Delorme début 1954, après une brève liaison avec Ursula Andress, il épouse le 25 novembre 1954 Sylvie Hirsch (1927-2011), mannequin chez Christian Dior, dont il a trois enfants : Pascal (1956-1957), Manuel Gélin (né en 1958) et Fiona Gélin (née en 1962). Ils divorcent en 1972.
En février 1973, il se marie avec Lydie Zaks, de 28 ans sa cadette, rencontrée dans un club de vacances à Ashkelon en Israël. Elle reste à ses côtés pendant près de 30 ans. De cette union naît Laura en 1975.
Il a six petits-enfants : Sarah Gélin et Hugo Gélin (né en 1980) enfants de Xavier ; Milan (né en 1989), fils de Fiona ; Lana (née en 1998), fille de Manuel ; Max (né en 2003) et Lou (née en 2008), enfants de Laura.

## Hommage
- La municipalité de Saint-Malo a donné son nom à une école de la ville.

## Théâtre

### Comédien
- 1941 : Les Fourberies de Scapin de Molière, mise en scène André Barsacq, Théâtre de l'Atelier
- 1942 : Dieu est innocent de Lucien Fabre, mise en scène Marcel Herrand, Théâtre des Mathurins
- 1942 : D'après nature ou presque de Michel Arnaud, mise en scène Marcel Herrand, Théâtre des Mathurins
- 1944 : Deirdre des douleurs, de Synge, mise en scène Marcel Herrand, Théâtre des Mathurins
- 1945 : Zibeline, de Madame de Saint-Gimiez, mise en scène Gantillon, Théâtre Michel
- 1945 : Huis Clos, de Jean-Paul Sartre, mise en scène Raymond Rouleaun Théâtre du Vieux Colombier
- 1946 : Winterset de Maxwell Anderson, mise en scène André Certes, Théâtre des Carrefours
- 1946 : Les parents terribles de Jean Cocteau, mise en scène de l'auteur, rôle de Mick (à la place de Jean Marais), Théâtre du Gymnase
- 1947 : Virage dangereux de John Boynton Priestley, mise en scène Raymond Rouleau, Théâtre de Paris
- 1950 : Notre peau de José-André Lacour, mise en scène Michel Vitold, Théâtre de l'Œuvre
- 1950 : La neige était sale de Frédéric Dard d'après Georges Simenon, mise en scène Raymond Rouleau, Théâtre de l'Œuvre
- 1955 : L'Homme qui se donnait la comédie de Emlyn Williams, mise en scène Daniel Gélin, Théâtre des Célestins
- 1956 : Bérénice de Jean Racine, mise en scène de Jean Serge, tournée de 4 représentations en Algérie
- 1957 : Le Grand Couteau de Clifford Odets, mise en scène Jean Renoir, Théâtre des Bouffes-Parisiens
- 1960 : Erik XIV d'August Strindberg, mise en scène Jean Vilar, TNP Théâtre de Chaillot, Festival d'Avignon
- 1961 : Andromaque de Racine, mise en scène Marguerite Jamois, Théâtre des Célestins
- 1961 : Tchin-Tchin de François Billetdoux, mise en scène de François Darbon, Théâtre de Paris
- 1963 : Le Paria de Graham Greene, mise en scène Jean Mercure, Théâtre Saint-Georges
- 1964 : Bonheur, Impair et Passe de Françoise Sagan, mise en scène Claude Régy, Françoise Sagan, théâtre Édouard VII
- 1966 : Huis clos de Jean-Paul Sartre, mise en scène Michel Vitold, Théâtre des Mathurins
- 1967 : Huis clos de Jean-Paul Sartre, mise en scène Michel Vitold, Théâtre des Célestins
- 1967 : La Putain respectueuse de Jean-Paul Sartre, mise en scène Michel Vitold, Théâtre des Célestins
- 1969 : Le monde est ce qu'il est d'Alberto Moravia, mise en scène Pierre Franck, Théâtre des Célestins, Théâtre de l'Œuvre
- 1969 : S.O.S. Homme seul de Jacques Vilfrid, mise en scène Michel Vocoret, Théâtre des Nouveautés
- 1970 : S.O.S. Homme seul de Jacques Vilfrid, mise en scène Michel Vocoret, Théâtre des Célestins
- 1970 : La Fuite de Mikhaïl Boulgakov, mise en scène Pierre Debauche, Théâtre des Amandiers
- 1972 : Ne m'oubliez pas de Peter Nichols, mise en scène Michel Fagadau, Théâtre de la Renaissance
- 1972-1973 : Rendez-vous au plaza de Neil Simon, mise en scène Emilio Bruzzo, Théâtre des Célestins, tournée Karsenty
- 1974 : Recréation, montage de poèmes de Paul Éluard, musique Barbara, chorégraphie Jacques Garnier, Fête de l'Humanité
- 1974 : Docteur Hero de Israël Horovitz, mise en scène Jean-Claude Amyl, Théâtre La Bruyère
- 1975 : Monsieur Masure de Claude Magnier, mise en scène Michel Roux, Théâtre Daunou
- 1976 : Le Scénario de Jean Anouilh, mise en scène Jean Anouilh & Roland Piétri, Théâtre de l'Œuvre
- 1977 : Le Scénario de Jean Anouilh, mise en scène Jean Anouilh & Roland Piétri, Théâtre des Célestins, tournée Karsenty
- 1979 : C'est à c't'heure ci que tu rentres ? de Michel Fermaud, mise en scène Jean-Luc Moreau, Théâtre des Nouveautés
- 1981 : Huis clos de Jean-Paul Sartre, mise en scène Georges Wilson, Théâtre des Mathurins
- 1981 : Pétition de Václav Havel, mise scène Stephan Meldegg, Théâtre des Mathurins
- 1981 : Conversations dans le Loir et Cher d'après Paul Claudel, mise en scène Christian Benedetti, Théâtre Silvia Monfort
- 1983 : L'arbre de mai, de Marcel Maréchal, mise en scène François Bourgeat, Théâtre de la Criée puis Théâtre de l'Atelier
- 1985 : Question de géographie, de N. Bielski et J. Berger, mise en scène Marcel Maréchal, Théâtre de la Criée puis Odéon
- 1987 : George Dandin de Molière, mise en scène Roger Planchon, TNP Villeurbanne
- 1988 : George Dandin de Molière, mise en scène Roger Planchon, TNP, tournée
- 1992 : Les Parents terribles de Jean Cocteau, rôle du père, mise en scène Raymond Acquaviva
- 1997 : Le Bonheur à Romorantin de Jean-Claude Brisville, mise en scène Jean-Luc Tardieu, Espace 44 Nantes
- 1998 : Délicate Balance d'Edward Albee, adaptation Pierre Laville, mise en scène Bernard Murat, Théâtre Antoine - Malade, il doit déclarer forfait le soir de la première et ne remontera plus jamais sur scène.

### Metteur en scène
- 1955 : L'Homme qui se donnait la comédie de Emlyn Williams, Théâtre des Célestins
- 1977 : Les Mains sales de Jean-Paul Sartre, Théâtre des Célestins, tournée Karsenty
- 1977 : Le Cours Peyol d'Étienne Rebaudengo, Théâtre de l'Œuvre
- 1993 : Les Petites Femmes de Maupassant de Roger Defossez, Théâtre du Tourtour
- 1995 : Noix de coco de Marcel Achard

## Filmographie

### Acteur

#### Longs métrages
- 1940 : Miquette de Jean Boyer
- 1940 : Soyez les bienvenus de Jacques de Baroncelli
- 1940 : Les Surprises de la radio de Marcel Paul (à confirmer)
- 1941 : Premier Rendez-vous d'Henri Decoin – M. Chauveau-Laplace
- 1942 : Les Cadets de l'océan de Jean Dréville – Philippe Dermantes
- 1942 : L'assassin habite au 21 d'Henri-Georges Clouzot - Un inspecteur lors de l'arrestation finale
- 1942 : Les Inconnus dans la maison d'Henri Decoin
- 1943 : Lucrèce de Léo Joannon – Un collégien
- 1943 : Les Petites du quai aux fleurs de Marc Allégret – Le poinçonneur du métro
- 1946 : La Tentation de Barbizon de Jean Stelli – Michel
- 1945 : Un ami viendra ce soir de Raymond Bernard – Pierre Ribault, le poète exalté
- 1946 : La Fille du diable d'Henri Decoin (à confirmer)
- 1946 : La Nuit de Sybille de Jean-Paul Paulin – Stany
- 1946 : Martin Roumagnac de Georges Lacombe – Le surveillant
- 1946 : La Femme en rouge de Louis Cuny – Saladin
- 1946 : Ouvert pour cause d'inventaire - film inédit d'Alain Resnais
- 1947 : Miroir de Raymond Lamy – Charles
- 1947 : Le Mannequin assassiné de Pierre de Hérain – Léopold
- 1948 : Le Paradis des pilotes perdus de Georges Lampin – Le lieutenant Villeneuve
- 1949 : Rendez-vous de juillet de Jacques Becker – Lucien Bonnard
- 1950 : Dieu a besoin des hommes de Jean Delannoy – Joseph Le Berre
- 1950 : La Ronde de Max Ophüls – Alfred
- 1950 : Édouard et Caroline de Jacques Becker – Édouard Mortier
- 1950 : Traité de bave et d'éternité - film expérimental à partir d'archives d'Isidore Isou
- 1951 : Les Mains sales de Fernand Rivers – Hugo Barine
- 1951 : Une histoire d'amour de Guy Lefranc – Jean Bompart
- 1952 : Adorables Créatures de Christian-Jaque – André Noblet
- 1952 : Le Plaisir de Max Ophüls, sketch : « Le Modèle » – Jean, le jeune peintre
- 1952 : Les Dents longues de Daniel Gélin – Louis Commandeur - (également réalisateur et scénariste)
- 1952 : Rue de l'Estrapade de Jacques Becker – Robert
- 1952 : La Minute de vérité de Jean Delannoy – Daniel Prévost
- 1953 : La Maison du silence (La voce del silenzio) de Georg-Wilhelm Pabst – Francesco Ferro
- 1953 : L'Esclave d'Yves Ciampi – Michel Landa
- 1953 : La neige était sale de Luis Saslavsky – Franck Friedmayer
- 1953 : Sang et Lumières (Sangre y luces) de Georges Rouquier et Munoz Suay–  Ricardo Garcia
- 1953 : Si Versailles m'était conté… de Sacha Guitry – Jean Collinet
- 1954 : Les Amants du Tage d'Henri Verneuil – Pierre Roubier
- 1954 : L'Affaire Maurizius de Julien Duvivier – Léonard Maurizius
- 1954 : Rumeur publique (Opinione publica) de Maurizio Corgnati
- 1954 : La Belle Romaine (La Romana), de Luigi Zampa
- 1954 : Les Gaîtés de l'escadron (Allegro squadrone) de Paolo Moffa – Frédéric d'Héricourt
- 1955 : Napoléon de Sacha Guitry – Bonaparte
- 1955 : Paris Canaille (ou Paris coquin) de Pierre Gaspard-Huit – Antoine du Merlet
- 1956 : Bonsoir Paris, bonjour l'amour de Ralph Baum – Georges Bernier
- 1956 : Je reviendrai à Kandara de Victor Vicas – Bernard Cormière
- 1956 : En effeuillant la marguerite ou Mademoiselle Strip-tease de Marc Allégret– Daniel Roy
- 1956 : L'Homme qui en savait trop (The Man Who Knew Too Much) d'Alfred Hitchcock – Louis Bernard
- 1957 : Charmants Garçons d'Henri Decoin – Alain Cartier
- 1957 : Retour de manivelle de Denys de La Patellière – Robert Montillon
- 1957 : Trois Jours à vivre de Gilles Grangier – Simon Belin
- 1957 : Mort en fraude de Marcel Camus – Paul Horcier
- 1958 : Suivez-moi jeune homme de Guy Lefranc – Michel Corbier
- 1958 : La Fille de Hambourg d'Yves Allégret – Pierre
- 1958 : Ce corps tant désiré de Luis Saslavsky – Guillaume Féraud
- 1959 : Carthage en flammes (Cartagine in fiamme) de Carmine Gallone – Phégor
- 1959 : Julie la rousse de Claude Boissol – Édouard Lavigne et Jean Lavigne
- 1959 : Le Testament d'Orphée de Jean Cocteau – L'interne
- 1959 : Les Trois etc. du colonel (Le tre eccetera del colonello) de Claude Boissol – Le lieutenant Villard
- 1960 : Carthage en flammes (Cartagine in fiamme) de Carmine Gallone – Phégor
- 1960 : La Morte-Saison des amours de Pierre Kast – Jacques Saint-Ford
- 1960 : La Proie pour l'ombre d'Alexandre Astruc – Éric
- 1960 : Réveille-toi chérie de Claude Magnier – Claude Masure
- 1960 : Le Jour le plus long (The longest day) de Ken Annakin – scènes coupées au montage
- 1961 : Dans la gueule du loup de Jean-Charles Dudrumet :  Un drogué
- 1961 : Les Petits Matins ou Mademoiselle stop de Jacqueline Audry – Le comédien
- 1962 : Règlements de comptes ou Peur panique de Pierre Chevalier – Nicky
- 1963 : Trois de perdues (Tre piger i Paris)  de Gabriel Axel – Raymond
- 1963 : Vacances portugaises de Pierre Kast – Daniel
- 1963 : Cherchez l'idole de Michel Boisrond – Lui-même
- 1964 : La Bonne Soupe de Robert Thomas – Raymond
- 1964 : L'Heure de la vérité d'Henri Calef – David
- 1964 : El nino y el muro d'Ismael Rodríguez
- 1965 : Compartiment tueurs de Costa-Gavras – Le vétérinaire
- 1965 : Duel à la vodka (Zwei girls von roten stern) de Sammy Drechsel
- 1965 : Herbe amère (Die zeugin aus der holle) de Zica Mitrovic – Bora Pétrovic
- 1966 : Paris brûle-t-il ? de René Clément – Yves Bayet
- 1966 : Les Sultans de Jean Delannoy – Léo
- 1966 : La Ligne de démarcation de Claude Chabrol – Le docteur Lafage
- 1966 : À belles dents de Pierre Gaspard-Huit – Bernard
- 1966 : Soleil noir de Denys de La Patellière – Guy Rodier
- 1967 : Le Mois le plus beau de Guy Blanc – Le capitaine du génie
- 1968 : La Trêve - Film inédit - de Claude Guillemot – Arno
- 1968 : Hallucinations sadiques de Jean-Pierre Bastid – Charles
- 1969 : Slogan de Pierre Grimblat – Le père d'Évelyne
- 1969 : Détruire, dit-elle de Marguerite Duras – Bernard
- 1969 : La Servante de Jacques-Paul Bertrand – Le docteur Robert Marbois
- 1971 : Le Souffle au cœur de Louis Malle – Le docteur Charles Chevalier
- 1971 : Far from Dallas de Philippe Toledano – Jean, le journaliste
- 1972 : Aimez-vous les uns les autres... mais pas trop de Daniel Moosmann – Paul Rocca
- 1972 : L'Hôtesse de Copenhague ou Christa de Jack O'Connell – André
- 1973 : La Police au service du citoyen (La polizia e' al servizio del cittadino) de R. Guerreri – Brera
- 1973 : La Gueule de l'emploi de Jacques Rouland -  le couturier
- 1974 : Dialogue d'exilés (Dialogo de exilados) de Raoul Ruiz
- 1974 : Un linceul n'a pas de poches de Jean-Pierre Mocky – Laurence
- 1974 : Trop c'est trop de Didier Kaminka
- 1977 : La Discorde de Georges Franju
- 1977 : Nous irons tous au paradis d'Yves Robert – Bastien
- 1977 : La Vocation suspendue de Raoul Ruiz – Malagrida
- 1977 : L'Honorable Société d'Anielle Weinberger – Max de Marcilly
- 1977 : Espace zéro ou La Part du rêve de Monique Demaine
- 1979 : Arrête de ramer, t'attaques la falaise ! de Michel Caputo – Le colonel Don Gomez
- 1980 : L'Œil du maître de Stéphane Kurc – Samuel
- 1980 : Signé Furax de Marc Simenon – M. Broutechoux
- 1981 : Une saison de paix à Paris (Sezona mira u Parizu) - film inédit de Predrag Golubović
- 1982 : Guy de Maupassant de Michel Drach – Gustave de Maupassant
- 1982 : La Nuit de Varennes d'Ettore Scola – M. de Wendel
- 1984 : Les Enfants de Marguerite Duras – Enrico
- 1984 : Killing Cars (Der Erlkönig) de Michael Verhoeven – Kellerman
- 1985 : Un delitto de Salvatore Nocita
- 1986 : Via Monte Napoleone de Carlo Vanzina
- 1987 : Dandin de Roger Planchon – M. de Sotenville
- 1987 : La vie est un long fleuve tranquille d'Étienne Chatiliez – Le docteur Mavial
- 1988 : Sécurité publique de Gabriel Benattar – Martino Morando
- 1988 : Itinéraire d'un enfant gâté de Claude Lelouch – Pierrot Duvivier
- 1990 : Mister Frost de Philippe Setbon – Simon Scolari
- 1990 : Un type bien de Laurent Bénégui – Le docteur Avril
- 1990 : Promotion canapé de Didier Kaminka – Le responsable des inspecteurs de justice
- 1991 : Les Secrets professionnels du docteur Apfelglück d'Alessandro Capone (co-réalisation), sketch : « La Chandelle » – Roland
- 1991 : Mauvaise fille de Régis Franc – Fernand
- 1992 : Les Eaux dormantes de Jacques Tréfouël – Le docteur Nedelec
- 1992 : Coup de jeune ! de Xavier Gélin – Gaudéamus à 75 ans
- 1993 : De force avec d'autres de Simon Reggiani – L'autre lui-même
- 1993 : Roulez jeunesse ! de Jacques Fansten – Jean Moulinier
- 1993 : Les Marmottes d'Élie Chouraqui – Léo
- 1993 : Pushing the Limits de Thierry Donard – Daniel Damon
- 1994 : La Cité de la peur d'Alain Berberian – Le second projectionniste
- 1994 : Des feux mal éteints de Serge Moati – Le monsieur sur la plage
- 1994 : Les Ténors de Francis de Gueltzl
- 1995 : Fugueuses ou Une fille galante de Nadine Trintignant – Bruno
- 1995 : Fantôme avec chauffeur de Gérard Oury – Le passeur
- 1995 : Les Bidochon de Serge Korber – Le père Bidochon
- 1996 : Hommes, femmes : mode d'emploi de Claude Lelouch – Le veuf
- 1997 : Berlin Niagara ou Obsession de Peter Sehr – Xavier Fabre

#### Courts métrages
- 1942 : Étoiles de demain de René Guy-Grand
- 1944 : Enquête du 58 de Jean Tedesco
- 1949 : Ulysse ou les Mauvaises Rencontres d'Alexandre Astruc
- 1951 : Vedettes sans maquillage de Jacques Guillon – Lui-même
- 1951 : Chicago-digest de Paul Paviot – Coffino
- 1952 : Torticola contre Frankensberg de Paul Paviot
- 1952 : Saint-Tropez, devoir de vacances de Paul Paviot – Narrateur
- 1953 : Échos de plateaux d'Hubert Knapp et Igor Barrère
- 1957 : Un tigre sur la ville de Jean Renoir
- 1962 : Bolivar 63-29 de Serge d'Artec
- 1966 : Les Eaux vives, eaux mortes - court métrage documentaire de Gérard Renateau – Narrateur
- 1966 : Avec Claude Monet -court métrage documentaire de Dominique Delouche – Narrateur
- 1969 : Bruegel - court métrage documentaire de Paul Haesaerts – Narrateur
- 1969 : La Nature retrouvée - court-métrage documentaire de Gérard Renateau – Narrateur
- 1969 : Israël, aujourd'hui - court-métrage documentaire de Denys de La Patellière – Narrateur
- 1979 : La Jeune Veuve de Bernard Roussan
- 1993 : Bartleby ou les Hommes au rebut de Véronique Taquin
- 1993 : Du soleil plein la tête de Patty Villiers
- 1994 : 3 000 Scénarios contre un virus, court métrage : « La Sirène », de Philippe Lioret
- 2002 : À l'abri des regards indiscrets de Ruben Alves et Hugo Gélin – Abdel-Robert

### Télévision
- 1956 : K.M.X Labrador de Alexandre Tarta
- 1964 : La confrontation d'Yves-André Hubert – Le médecin inculpé
- 1964 : Les Murs de Jean Kerchbron
- 1965 : Rien ne sert d'aimer de Guy Labourasse
- 1965 : Les Saintes Chéries[12] de Jean Becker et Maurice Delbez (première série de 13 épisodes) – Pierre Lagarde
- 1966 : La Morale de l'histoire de Claude Dagues
- 1967 : Un regard en arrière de Philippe Laïk
- 1968 : L'Aurore de plomb d'André Michel
- 1968 : Les Bas-fonds de Jean-Paul Carrère – L'acteur
- 1968 : Les Saintes Chéries de Jean Becker (seconde série de 13 épisodes) – Pierre Lagarde
- 1969 : Agathe ou les Mains vides de Pierre Cardinal
- 1970 : Les Saintes Chéries de Jean Becker (troisième série de 13 épisodes) – Pierre Lagarde
- 1971 : La Fuite de Philippe Joulia
- 1971 : Un enfant dans la ville de Pierre Sisser – Gustave, le barman
- 1971 : Arsène Lupin série de Marcello Baldi et Jean-Louis Colmant, épisode « Le bouchon de cristal » de Jean-Pierre Decourt – Daubecq
- 1972 : Une femme qui a le cœur trop petit d'Alain Dhénaut  – Olivier
- 1972 : Vassa Geleznova de Pierre Badel  – Prokior
- 1973 : Le Double Assassinat de la rue Morgue de Jacques Nahum – Dupin
- 1974 : Quai de l'étrangleur de Boramy Tioulong – Garcia
- 1974 : Tovaritch de François Villiers
- 1976 : La Jalousie de Raymond Rouleau – Albert Blondel
- 1976 : Bonjour Paris série de Joseph Drimal 30 épisodes  – M. Cottrey
- 1977 : C'est arrivé à Paris de François Villiers – L'amant
- 1978 : Schwüle Tage, téléfilm allemand de Hajo Gies  – Le père
- 1978 : Louis XI ou La naissance d'un roi d'Alexandre Astruc  – Charles VII
- 1978 : La Discorde de Georges Franju – Bernard
- 1978 : Ciné-roman de Serge Moati – Maréchaux
- 1978 : Le Scénario de François Chatel – D'Anthac
- 1978 : La Vocation suspendue de Raoul Ruiz
- 1979 : Monsieur Masure de Jean Cohen – Claude Masure
- 1979 : C'est à c't'heure là que tu rentres de Bernard Deflandre
- 1980 : Les Filles d'Adam d'Éric Le Hung – M. Adam
- 1980 : Tarendol - feuilleton de Louis Grospierre – Bazalo
- 1980 : Les Dames de cœur de Paul Siegrist, épisode « Sacré Monstre »  – René Valio, dit Valério
- 1980 : L'École du mensonge d'Yves-André Hubert
- 1981 : Martine Verdier, série  de Bernard Toublanc-Michel
- 1981 : Conversations dans le Loir-et-Cher d'Yvon Gérault – Civilis
- 1982 : Les Enquêtes du commissaire Maigret de Louis Grospierre (série télévisée), épisode : Maigret et le Clochard – le Dr François Keller (le clochard)
- 1984 : Progetto Atlantide, téléfilm italien de Gianni Serra
- 1984 : Un delitto, téléfilm italien de Salvatore Nocita
- 1985 : Olga e i suoi figli, téléfilm italien de Salvatore Nocita
- 1985 : La Robe mauve de Valentine de Patrick Bureau
- 1986 : Le Tiroir secret - feuilleton en 6 épisodes d'Édouard Molinaro, Roger Gillioz, Michel Boisrond et Nadine Trintignant  : Jean-Pierre Jolivet
- 1987 : Question de géographie de Alexandre Tarta
- 1987 : Pétition de Jean-Louis Comolli – Stanek
- 1987 : Marc et Sophie  série de Didier Albert et Christophe Andrei (1987-1991) : Edmond, le père de Sophie
- 1987 : Das Erbe der Guldenburgs de Géro Erhardt, Jürgen Goslar – Grégor Baschkurin
- 1989 : L'Été de tous les chagrins de Serge Moati – Papy
- 1989 : Condorcet de Michel Soutter – D'Alembert
- 1989 : Olympe de nos amours de Serge Moati – Le supérieur
- 1989 :  Si Guitry m'était conté  : L'École des mensonges d'Yves-André Hubert
- 1987 : Si Guitry m'était conté  : Les Desseins de la providence d'Yves-André Hubert
- 1990 : Formule 1 - série de Nardo Castillo et Paul Planchon – Joseph Sainclair
- 1991 : L'Amérique en otage, téléfilm américain de Kevin Connor – Le Shah d'Iran
- 1991 : Archibald, série en 13 épisodes de Jean-François Claire et Mariana Evstutieva – Archibald
- 1991 : Crimes et Jardins de Jean-Paul Salomé
- 1994 : L'Évanouie de Jacqueline Veuve  – Daniel
- 1994 : Warrior spirit – John Ball
- 1994- 1996 :  Madame le Proviseur de José Pinheiro – Charles (5 épisodes)
- 1995 : Charlotte et Léa de Jean-Claude Sussfeld – Charles Vaudreuil'
- 1995 : Maigret et la Vente à la bougie de Pierre Granier-Deferre – Le père Nicolas
- : Adventures of smoke bellow / Chercheurs d'or de Marc Simenon – Wildwater Bill
- 1996 : Chasseurs de loups, chasseurs d'or de René Manzor
- 1996 : Les Faux Médicaments : Pilules mortelles d'Alain-Michel Blanc – Le professeur Delaroche
- 1996 : Une famille formidable (Saison 3) - Série - de Joël Santoni – Edouard Beaumont
- 1997 : Une femme d'action de Didier Albert – Charles
- 1997 : Entre terre et mer de Hervé Baslé – Narrateur
- 1998 : Les Marmottes de Jean-Denis Robert et Daniel Vigne – Léo
- 2000 : Balla Ganget  - Ève et Adam, téléfilm suédois de Catti Edfeldt  – Badvakten

### Réalisateur
- 1952 : Les Dents longues (également scénariste et acteur)

### Documentaires
- 1967 : Cinéma de notre temps : Jacques Becker - documentaire de Claude de Givray – Témoignage
- 1976 : Chantons sous l'Occupation d'André Halimi - Témoignage
- 1977 : À perte de vie : Jacques Prévert - Documentaire - de Georges Ferraro – Témoignage
- 1997 : Cannes : Les 400 coups -Documentaire- de Gilles Nadeau – Lui-même
- 1999 : Simone, documentaire de Serge Kahn, témoignage
- 2002 : Louis Jouvet ou l'Amour du théâtre - Documentaire - de Jean-Claude Lallias et Jean-Noël Roy – Témoignage
- 2002 : Louis de Funès, la comédie humaine - Documentaire - de Philippe Azoulay – Témoignage

### Voix off
- 1959 : En route vers les étoiles (Дорога к звездам / Doroga k zvezdam) de Pavel Klouchantsev – Narrateur (version française)

## Publications
- Fatras, poésies, Editions Damas (épuisé), 1950
- Dérives, poésies, Editions Séghers (épuisé), 1965
- Poèmes à dire, anthologie poétique, Editions Séghers, 1968
- Deux ou trois vies qui sont les miennes, autobiographie, Editions Julliard, 1977
- L'Orage enseveli, poèmes, Editions du Pont de l'Épée, 1981
- Mon jardin et moi, chroniques de jardinage, Editions Julliard, 1985
- Cent poètes côté jardin, anthologie poétique, Editions du Cherche-Midi, 1990
- Saint-Malo, guide de tourisme, Editions Ouest France, 1990
- Comme on s'aimait à Saint germain des Prés, essai, Editions Pierre Bordas, 1993
- Le Guide facile du jardinage, Editions Pierre Bordas, 1993
- Le Guide facile du jardinage en ville, Editions Solar, 1994
- Amazonie, mon journal de voyage, Editions Pierre Bordas, 1994
- Mon père, Editions Calmann-Lévy, 1995
- Le Sang de mes songes, poésies, Éditions du Cherche-Midi, 1996, Prix de Poésie de la Sacem
- À bâtons rompus, autobiographie, Éditions du Rocher, 2000
- Passeports délayés, poèmes, Éditions Mélis, parution posthume en 2005